# 七號差館 (電視劇)
《七號差館》（英語：Police Station No. 7），香港無綫電視懷舊警匪電視劇，由薛家燕及吳啟華領銜主演，監製蕭顯輝。
本劇於於2002年4月1日至5月3日海外推出，2004年6月21日至7月16日期間於tvb-E首播，再在2011年3月29日至4月23日期間於無綫電視翡翠台於深夜時間首播。

## 演員表

### 主要演員
| 演員   | 角色   | 關係／暱稱 |
| 薛家燕 | 黃英姑 | 孫全之妻 孫敏華之母 阿珍之媳婦 葉家聲表姑姐兼死敵於第7集（25集版）／第4集（20集版）被其嫁禍害致問吊死 第8集後以鬼現身                                                         |
| 吳啟華 | 王 劍  | 七號差館督察 王志祥之子 曾寶燕之表哥和丈夫 祥嫂之子 方麗娥之子 童年由林俊良飾演                                                                                               |
| 張可頤 | 曾寶燕 | 王劍之表妹和妻子 王志祥之媳婦 祥嫂之媳婦 方麗娥之媳婦 曾寶香之姐 邢況逼其收受賄款而入獄，於大結局獲釋。                                                                       |
| 張兆輝 | 葉家聲 | 七號差館華探長 葉祖光之父 黃英姑表侄兼死敵 阿儀之夫 殺害大鳳的兇手並嫁禍黃英姑害其被問吊致死 於大結局末期肺癌身亡，臨終前被回顧自己一生惡行而被折磨到生不如死，但卻死不悔改。 |
| 汪 琳  | 孫敏華 | 華女、溫哥華 黃英姑之女 孫全之女 阿珍之孫女 楊子君、肥妹紅、毛大志、姣婆恩、矮仔明、蛋撻頭之好友 葉祖光暗戀對象 童年由黃美棋飾演                                              |
| 湯盈盈 | 楊子君 | 弱智君 Laura 孫敏華之好友 暗戀葉祖光，後為其有孕 於第17集（25集版）／第13集（20集版）被葉祖光縱火燒死而去世                                                                   |
| 曹永廉 | 葉祖光 | Jimmy 葉家聲和阿儀之子 為人好色 楊子君、孫敏華暗戀對象 於第17集（25集版）／第13集（20集版）愛秩序街縱火案兇徒 於大結局問吊身亡                                                |
| 蔡子健 | 陸天朗 | 七號差館探員 王劍之好友兼下屬 |

### 七號差館
| 演員   | 角色     | 關係／暱稱 |
| 河國榮 | 鶴健士   | 總警司 |
| 陳狄克 | 良 叔    | |
| 李海生 | 阿 昆    | |
| 劉 丹  | 邢 況    | 況Sir 七號差館華探長 王劍之上司 於大結局逃跑到台灣 |
| 李岡龍 | 阿 柱    | |
| 曾守明 | 阿 石    | |
| 程小龍 | 阿 鐵    | |
| 吳啟華 | 王 劍    | 七號差館督察 王志祥之子 曾寶燕之表哥和丈夫 祥嫂之子 方麗娥之子 童年由林俊良飾演                                                                                               |
| 蔡子健 | 陸天朗   | 七號差館探員 王劍之好友兼下屬 |
| 鄧兆尊 | 程九嬌   | 七號差館探員 王劍之好友兼下屬 於第24集（25集版）／第19集（20集版）被葉家聲派人開車撞死                                                                                        |
| 艾 威  | 周鏡波   | 超短波 七號差館探员 王劍之舅父兼下屬 於第23集（25集版）／第18集（20集版）交通意外去世                                                                                         |
| 葉震聲 | 探 長    | |
| 邵卓堯 | 探 長    | |
| 張兆輝 | 葉家聲   | 七號差館華探長 葉祖光之父 黃英姑表侄兼死敵 阿儀之夫 殺害大鳳的兇手並嫁禍黃英姑害其被問吊致死 於大結局末期肺癌身亡，臨終前被回顧自己一生惡行而被折磨到生不如死，但卻死不悔改。 |
| 駱達華 | 何健康   | 荷蘭仔 葉家聲手下 陳興國的遠房堂弟 |
| 麥子雲 | 火 雞    | 葉家聲手下 |
| 張漢斌 | 老 鷹    | 葉家聲手下 |
| 黃月明 | 軍裝女警 | |
| 蘇麗明 | 軍裝女警 | |
| 何志祥 | 警 察    | |
| 嘉 浚  | 警 察    | |
| 黃俊紳 | 警 察    | |
| 趙永洪 | 警 察    | |
| 馬國明 | 警 察    | |
| 鄧建邦 | 警 察    | |
| 譚權輝 | 便衣水警 | |
| 游 颷  | 便衣水警 | |

### 王家
| 演員   | 角色   | 關係／暱稱 |
| 許紹雄 | 王志祥 | 王劍之父 曾寶燕之表舅父和家公 祥嫂之夫 方麗娥之夫                                                             |
| 蘇恩磁 | 阿 仙  | 祥嫂 王志祥之第一任妻 王劍之親母 曾寶燕之奶奶 黃英姑之鄰居兼好友 於第1集（25集版）／第1集（20集版）心臟病病逝 |
| 劉桂芳 | 方麗娥 | 王志祥之第二任妻 王劍之後母 曾寶燕之表舅母和奶奶                                                              |
| 吳啟華 | 王 劍  | 七號差館督察 王志祥之子 曾寶燕之表哥和丈夫 祥嫂之子 方麗娥之子 童年由林俊良飾演                               |
| 張可頤 | 曾寶燕 | 王劍之表妹和妻子 王志祥之媳婦 祥嫂之媳婦 方麗娥之媳婦 曾寶香之姐 邢況逼其收受賄款而入獄，於大結局獲釋。       |

### 曾家
| 演員   | 角色   | 關係／暱稱                                                                                              |
| 子明   | 曾 成  | 蘇慧萍之夫 曾寶燕之父 曾寶香之父                                                                        |
| 馬海倫 | 蘇慧萍 | 曾成之妻 曾寶燕之後母 曾寶香之親母                                                                      |
| 李彩寧 | 曾寶香 | 曾寶燕之妹妹                                                                                            |
| 張可頤 | 曾寶燕 | 王劍之表妹和妻子 王志祥之媳婦 祥嫂之媳婦 方麗娥之媳婦 曾寶香之姐 邢況逼其收受賄款而入獄，於大結局獲釋。 |

### 孫家
| 演員   | 角色   | 關係／暱稱                                                                                                  |
| 盧宛茵 | 牛二姑 | 阿炳之妻 黃英姑之鄰居兼好友                                                                                 |
| 羅 蘭  | 阿 珍  | 孫全之母 黃英姑之奶奶 孫敏華之嫲嫲                                                                          |
| 羅樂林 | 孫 全  | 雞佬 黃英姑之夫 孫敏華之父 黃英姑死後積勞成疾而病逝                                                         |
| 薛家燕 | 黃英姑 | 孫全之妻 孫敏華之母 阿珍之媳婦 葉家聲表姑姐兼死敵於第7集（25集版）／第4集（20集版）被其嫁禍害致問吊死       |
| 汪 琳  | 孫敏華 | 華女 黃英姑之女 孫全之女 童年由黃美棋飾演                                                                   |
| 林影紅 | 肥妹紅 | 孫敏華之好友                                                                                                |
| 杜大偉 | 毛大志 | 孫敏華之好友                                                                                                |
| 胡烱龍 | 矮仔明 | 孫敏華之好友                                                                                                |
| 楊證樺 | 蛋撻偉 | 孫敏華之好友                                                                                                |
| 周家怡 | 蛟婆恩 | 孫敏華之好友                                                                                                |
| 湯盈盈 | 楊子君 | 弱智君 Laura 孫敏華之好友 暗戀葉祖光，後為其有孕 於第17集（25集版）／第13集（20集版）被葉祖光縱火燒死而去世 |
| 梁輝宗 | -      | 孫敏華之男朋友                                                                                              |

### 葉家
| 演員   | 角色   | 關係／暱稱 |
| 張兆輝 | 葉家聲 | 七號差館華探長 葉祖光之父 黃英姑表侄兼死敵 阿儀之夫 殺害大鳳的兇手並嫁禍黃英姑害其被問吊致死 於大結局末期肺癌身亡，臨終前被回顧自己一生惡行而被折磨到生不如死，但卻死不悔改。 |
| 馮曉文 | 阿 儀  | 葉家聲妻子 葉祖光母親 於大結局自殺身亡 |
| 曹永廉 | 葉祖光 | Jimmy 葉家聲和阿儀之子 為人好色 楊子君、孫敏華暗戀對象 於第17集（25集版）／第13集（20集版）愛秩序街縱火案兇徒 於大結局問吊身亡                                                |

### 其他演員
| 演員       | 角色            | 關係／暱稱                                                                                              |
| 王偉樑     | 李成威          | 鳳姐之奸夫 於第4集（25集版）／第2集（20集版）被葉家聲殺害而重傷昏迷身亡，死前向黎醫生披露殺人兇手是男人 |
| 劉綽琪     | 大 鳳           | 鳳姐 於第4集（25集版）／第2集（20集版）被葉家聲殺害而嫁禍黃英姑                                         |
| 韓馬利     | 朱素蘭          | 包租婆 油炸蟹曹五德之妻 黃英姑之鄰居兼包租婆                                                            |
| 蕭 亮      | 曹五德          | 油炸蟹 包租婆朱素蘭之夫 黃英姑之鄰居兼包租公                                                            |
| 盧宛茵     | 牛二姑          | 阿炳之妻 黃英姑之鄰居兼好友                                                                             |
| 秦 煌      | 阿 炳           | 牛二姑之夫 黃英姑之鄰居兼好友                                                                           |
| 陳安瑩     | 金銀嫂          | 雞公強之妻 黃英姑之鄰居兼好友 第9集（25集版）／第4集（20集版）回家鄉途中沈船而溺斃變成鬼後投胎          |
| 鄭家生     | 雞公強          | 金銀嫂之夫 黃英姑之鄰居兼好友 回家鄉途中沈船而溺斃變成鬼後投胎                                          |
| 葉 暐      | 獄 卒           | |
| 歐陽國璋   | 獄卒 / 有錢佬   | |
| 林佩君     | 獄 卒           | |
| 黃鳳瓊     | 獄 卒           | |
| 黃月明     | 獄 卒           | |
| 蘇麗明     | 獄 卒           | |
| 凌禮文     | 發 叔           | |
| 顏國樑     | 梁醫生          | 黃英姑之鄰居                                                                                            |
| 黎秀英     | 陳師奶          | 耀嫂 |
| 孫季卿     | 雞檔老闆        | 孫全之老闆 黃英姑之老闆                                                                                 |
| 徐 榮      | 司機 / 醫生     | |
| 陳勉良     | 堅叔／阿東      | |
| 劉永健     | 昌 哥           | |
| 朱志平     | 阿 輝           | |
| 方 傑      | 雜 差           | |
| 曾健明     | 雜 差           | |
| 王維德     | 雜 差           | |
| 何偉業     | 雜 差           | |
| 趙敏通     | 雜 差           | |
| 章志文     | 雜 差           | |
| 陳少邦     | 雜 差           | |
| 胡啟光     | 打 手           | |
| 江 暉      | 法院文員 / 律師 | |
| 王冠忠     | 賭 客           | |
| 趙敏通     | 賭 客           | |
| 焦 雄      | 文 叔           | |
| 戴耀明     | 堂 哥           | 印刷工人                                                                                                |
| 黃錦鴻     | 印刷工人        | |
| 邵卓堯     | 印刷工人        | |
| 黃振威     | 印刷工人        | |
| 鍾建文     | 印刷工人        | |
| 黃煒林     | 辯方律師        | |
| 鄺佐輝     | 辯方律師        | |
| 陳榮峻     | 控方律師        | |
| 梁建平     | 控方律師        | |
| 陳中堅     | 法 官           | |
| Joe Junior | 黎醫生          | 李成威之主治醫生 陳護士長之未婚夫                                                                       |
| 姚瑩瑩     | 陳護士長        | 黎醫生之未婚妻                                                                                          |
| 黃碧玲     | 女護士          | |
| 宋紫盈     | 女護士          | |
| 張英才     | 蘇院長          | |
| 黃天鐸     | 江老師          | 孫敏華童年的班主任                                                                                      |
| 鄧汝超     | 醫 生           | |
| 楊瑞麟     | 醫 生           | |
| 畢楚筠     | 護 士           | |
| 戴少民     | 阿 明           | |
| 李鴻傑     | 陸佑希          | |
| 劉志清     | 蛇檔食客        | |
| 黃子衡     | 蛇檔食客        | |
| 陳劍雲     | 蛇王源          | |
| 鍾志光     | 副獄長          | |
| 華忠男     | 陳興國          | 肥國 何健康的遠房堂兄 曾寶燕鄰居，為人好色，經常偷窺及非禮                                              |
| 賀文傑     | 小巴乘客        | |
| 石 雲      | 睇相佬          | |
| 凌志雄     | 響尾蛇          | |
| 劉恩捷     | 美 女           | |
| 邱萬城     | 肥 鬼           | |
| 嚴文軒     | 紗廠科文        | |
| 凌 漢      | 木材舖老闆      | |
| 黃梓瑋     | 東 嫂           | |
| 陳念君     | 少 女           | |
| 許明志     | 伙 記           | 大排檔夥計                                                                                              |
| 魏嘉樂     | 伙 記           | 大排檔夥計                                                                                              |
| 陳 琪      | 阿 玲           | 曾寶燕之工友                                                                                            |
| 朱婉儀     | 工 友           | 曾寶燕之工友                                                                                            |
| 殷 櫻      | 工 友           | 曾寶燕之工友                                                                                            |
| 王少萍     | 工 友           | 曾寶燕之工友                                                                                            |
| 湯俊明     | Peter仔         | |
| 陳瑞華     | 姿整芬          | |
| 林詠東     | 年青人          | |
| 何偉業     | 表 哥           | |
| 伍濼文     | 表 妹           | |
| 郭德信     | 牙 醫           | |
| 羅君左     | 牙 醫           | 曾寶燕之五舅父                                                                                          |
| 周凱珊     | 林 太           | |
| 招石文     | 醫 生           | |
| 吳亦謙     | 奇 哥           | |
| 羅泳嫻     | 寶 珠           | |
| 魏惠文     | 徐醫生          | |
| 廖麗麗     | 品 嫂           | |
| 黎秀英     | 耀 嫂           | |
| 曾慧雲     | 麗 嫂           | 縱火案傷者                                                                                              |
| 蔣 克      | 張志武          | 阿武 縱火案傷者                                                                                         |
| 黃煒林     | 律 師           | |
| 江暉       | 律 師           | |
| 李啟傑     | 律 師           | |
| 夏竹欣     | 女售貨員        | |
| 宋芝齡     | 女售貨員        | |
| 虞天偉     |                 | 楊子君之父                                                                                              |
| 陳瑞華     | 記 者           | |
| 何家俊     | 記 者           | |
| 梁啟智     | 老 鬼           | |
| 麥嘉倫     | 惡 鬼           | |
| 彭冠中     | 惡 鬼           | |
| 甘子正     | 惡 鬼           | |
| 周景輝     | 惡 鬼           | |
| 施華峰     | 惡 鬼           | |
| 楊浚廷     | 惡 鬼           | |
| 杜 港      | 路 人           | |
| 張國威     | 路 人           | |
| 關海峰     | 路 人           | |
| 譚一清     | 陳醫師          | |
| 呂沛霖     | 火水仔          | |
| 陳楚茹     | -               | 妓女 |
| 盧永匡     | 記 者           | |
| 黃蘊妍     | 記 者           | |
| 梁珈詠     | 記 者           | |
| 顏頌詩     | -               | 工人 |
| 卓兒       | -               | 工人 |
| 王梓衡     | -               | 手下 |

## 小插曲
- 黃英姑原定由李司棋飾演，但由於她當時身體不適，所以最後由薛家燕頂上。[5]

## 不合理的情節
- 在「現在」（即黃英姑死後十多年）的劇集背景中，孫敏華的年齡及葉祖光的年齡設定出錯。
- 於第22集（25集版），「421愛秩序街縱火案」的案發當日，葉祖光與楊子君光顧堂叔的中醫館購買「落仔茶」，當日的日期應為4月21日，但中醫館裡的日曆日期卻是某月的2日。
- 頭數集橋段與經典電影七十二家房客相若
- 葉家聲和黃英姑為姑姪關係，應該姓氏相同（是表姑姪關係，所以姓氏不同可以接受）

## 具爭議性的情節
- 於第23集（25集版）／第18集（20集版），陸天朗把找到有葉祖光指紋的「紅花歸尾」藥方帶回警局，這麼重要的證據，幾乎是最後的有力證據。身為督察之王劍，他竟然不把證據放回原來的膠袋，還叫程九嬌去用另一個膠袋把證據裝好，程九嬌因有苦衷，立刻用火把證據燒燬。

## 軼事
- 該劇於2011年3月29日在翡翠台深夜時份首播時，TVB網站的myTV一度提供25集足本版本，惟後來電視台聲稱此乃錯誤，並由2011年4月12日（第11集）起改為提供翡翠台播出的20集刪減版本[6]，由於兩個版本的劇情並不銜接，故此舉引起網上觀看足本版本的觀眾批評[7]。
- 此劇是蕭亮在無綫電視的告別之作，生前為最後一部TVB作品。

## 相關
- 明報 - 2011年4月5日 - 收視新聞報導
- 在YouTube中的TVB Mystery Channel 神秘頻道全套播放（页面存档备份，存于）

## 電視節目的變遷
| 香港 無綫電視翡翠台 星期二至六 00:15-01:20 | 香港 無綫電視翡翠台 星期二至六 00:15-01:20 | 香港 無綫電視翡翠台 星期二至六 00:15-01:20 |
| ------------------------------------------ | ------------------------------------------ | ------------------------------------------ |
|                                            | 七號差館 (2011.03.29－2011.04.23)          |                                            |
| 駁命老公追老婆 (2011.03.01－2011.03.26)    | ID精英 (2011.04.26－2011.06.01)            |                                            |